# Vancouver Giants
Vancouver Giants je kanadský juniorský klub ledního hokeje, který sídlí v Langley (nedaleko Vancouveru) v provincii Britská Kolumbie. Od roku 2001 působí v juniorské soutěži Western Hockey League. Své domácí zápasy odehrává v hale Langley Events Centre s kapacitou 5 276 diváků. Klubové barvy jsou černá, červená a stříbrná.
Nejznámější hráči, kteří prošli týmem, byli např.: Milan Lucic, Andrej Meszároš, Michal Řepík, Kenndal McArdle, Tomáš Vincour, Evander Kane, Juraj Valach, David Musil nebo Adam Courchaine.

## Úspěchy
- Vítěz Memorial Cupu ( 1× )
  - 2007
- Vítěz WHL ( 1× )
  - 2005/06

## Přehled ligové účasti
Zdroj: 
- 2001– : Western Hockey League (Britskokolumbijská divize)